# Miss São Paulo 2013
Miss São Paulo 2013 foi a 58ª edição do concurso que escolheu a melhor candidata paulista para representar seu estado e sua cultura no Miss Brasil. O evento contou com a presença de candidatas de diversos municípios do estado. A noite final da competição foi televisionada pela Rede Bandeirantes para todo o país. Francine Pantaleão, Miss São Paulo 2012 e quarta colocada no Miss Brasil 2012 coroou sua sucessora ao título no final do evento. O mesmo ocorreu no Pavilhão de Eventos do Anhembi, na cidade de São Paulo. A competição ainda contou com a presença de Gabriela Markus. Sob apresentação de Renata Fan, o evento ocorreu no dia 17 de Agosto.

## Resultados

### Colocações
| Posição                 | Cidade e Candidata |
| Miss São Paulo          | - Diadema - Bruna Michels |
| 2º. Lugar               | - São Paulo - Drielly Bennettone |
| 3º. Lugar               | - Sumaré - Dora Oliveira |
| Finalistas              | - Araras - Mayara Paitz - Indaiatuba - Mônia Knäuf |
| (TOP 10) Semifinalistas | - Campinas - Bruna Nachber - Jacareí - Juliana Miranda - Piracicaba - Yasmin Furlan - Rifaina - Thaís Andrade - Santo André - Rafaela Machado                     |
| (TOP 15) Semifinalistas | - Cordeirópolis - Camila Dias Mol - Jaú - Rafaela Caleffi - Leme - Paula Piccoli - São José do Rio Preto - Lídia Queiroz - São José dos Campos - Emily Nascimento |

### Premiações especiais
- Este ano a competição premiou duas candidatas com a seguintes premiações especiais:[3]

| Posição           | Cidade e Candidata        |
| Miss Simpatia     | - Diadema - Bruna Michels |
| Miss Voto Popular | - Araras - Mayara Paitz   |

### Ordem dos anúncios
| 1. Piracicaba 2. São José dos Campos 3. Diadema 4. Jacareí 5. Sumaré 6. Rifaina 7. São José do Rio Preto 8. Jaú 9. Santo André 10. Leme 11. Indaiatuba 12. Campinas 13. São Paulo 14. Cordeirópolis 15. Araras | 1. Diadema 2. São Paulo 3. Araras 4. Jacareí 5. Rifaina 6. Sumaré 7. Santo André 8. Indaiatuba 9. Campinas 10. Piracicaba | 1. Diadema 2. Sumaré 3. Indaiatuba 4. São Paulo 5. Araras | 1. São Paulo 2. Sumaré 3. Diadema |

## Jurados

### Final
A lista de jurados abaixo corresponde a final televisionada com as trinta candidatas disputando o título:
1. Cozete Gomes, participante do reality Mulheres Ricas;
2. Mariana Weickert, apresentadora do programa A Liga;
3. Caio Carvalho, diretor geral da Enter;
4. Yugo Mabi, artista plástico;
5. Drª Carla Góes, dermatologista;
6. Drº. Rodrigo Gimenez, cirurgião plástico;
7. Débora Lyra, Miss Brasil 2010;
8. Gabriela Markus, Miss Brasil 2012;
9. Antônia Fontenelle, atriz e produtora;
10. Marco Antônio de Biaggi, hair stylist;
11. Daniel Wickbold, fotógrafo;
12. Marcelo Fonsêca, empresário.

### Técnico
Responsáveis pela escolha das semifinalistas do evento:
1. Gabriela Fagliari, dir. de planejamentos e projetos da Enter;
2. Raphael Mendonça, stylist;
3. Jana Rosa, colunista, apresentadora e blogueira

### Seletiva
Os jurados que se encarregaram de definir as trinta candidatas do evento:
1. Gabriela Fagliari, diretora de projetos da Enter
2. Gabriela Markus, Miss Brasil 2012;
3. Camila Calasso, diretora artística da Band;
4. Evandro Hazzy, coordenador do Miss Rio Grande do Sul;
5. Boanerges Gaeta, diretor executivo do Miss Brasil;
6. Maria Lourdes Teixeira, integrante da Equipe Enter;

## Candidatas

### Selecionadas
Das oitenta, apenas trinta seguiram para a final, foram as escolhidas pelo juri:
| - Americana - Jhenifer Sborchia - Américo Brasiliense - Rafaela Martins - Araras - Mayara Paitz - Atibaia - Sarah Alves - Campinas - Bruna Nachber - Carapicuiba - Caroline Chafauzer - Cordeirópolis - Camila Dias Mol - Diadema - Bruna Michels - Francisco Morato - Daniela Guedes - Indaiatuba - Mônia Knäuf - Iracemápolis - Larissa Israel - Itu - Rafaela Schiavoni - Jacareí - Juliana Miranda - Jaguariúna - Alane de Oliveira - Jaú - Rafaela Caleffi | - Leme - Paula Piccoli - Limeira - Renata Schenoor - Marília - Ariadne Teracan - Mogi Guaçu - Jéssica Moreira - Piracicaba - Yasmin Furlan - Ribeirão Pires - Fernanda Alves - Rifaina - Thaís Andrade - Rio Claro - Milena Niedziekcik - Santo André - Rafaela Machado - São José do Rio Preto - Lídia Queiroz - São José dos Campos - Emily Nascimento - São Paulo - Drielly Bennettone - Socorro - Daiane Cardozo - Sumaré - Dora Oliveira - Tapiratiba - Letícia Maejima |

Desistência
- Caieiras - Moyale Guardini [7]

### Seletiva
Foi realizado no dia 27 de Abril uma seletiva para a escolha das trinta candidatas que chegariam a final televisionada do evento estadual. Aproximadamente oitenta candidatas se inscreveram pela internet para representar sua cidade em que mora ou reside.
| - Angatuba - Raissa Peixoto - Araraquara - Luane Carrascosa - Arthur Nogueira - Fernanda Lee Kümpel - Barueri - Daniella Figueiredo - Bebedouro - Talita Sia - Bertioga - Sabrina Sancler - Boituva - Patrícia Santos - Bragança Paulista - Thaís Sélinguer - Cabreúva - Karina Osti - Capivari - Aline Vilela Diniz - Catanduva - Lígia Gussoni - Cosmópolis - Camila Firens - Cruzeiro - Lara Luppo - Dracena - Tainá Salles - Engenheiro Coelho - Milena Lobato - Franca - Gisele Finoti - Guaratinguetá - Dulce Rodrigues - Guariba - Mônica Costa Rodrigues - Guarulhos - Glaucia Abreu - Hortolândia - Cássia Aparecida Diamantte - Itapecerica da Serra - Liliane Vasconcellos - Itapetininga - Amanda Conradi - Itápolis - Monique Damasceno - Itapuí - Klara Sampaio | - Jaboticabal - Natália Corrêa - Luiz Antônio - - Lorena - Renata Leal - Mairinque - Luíza Argentino - Manduri - - Mogi das Cruzes - - Mongaguá - - Monte Alto - Bruna Galo - Osasco - Andréa Freitas - Ourinhos - Fernanda Souza - Peruíbe - Lívian Machado - Pitangueiras - - Porto Ferreira - Natalia Vergs - Santa Bárbara do Oeste - Layane Gualiume - Santana de Parnaíba - - Santa Rosa de Viterbo - - São Caetano do Sul - Jéssica Pereira - São Carlos - Jéssica Morais - São Vicente - - Sertãozinho - Sabrina Mendes - Taiuva - Silvia Nieri - Taubaté - Jessyca Peccin - Tietê - Isabella Foltran - Ubatuba - Aline Debastiani |

## Crossovers
Candidatas que possuem um histórico de participações em outros concursos:

### Nacionais
Miss Mundo Brasil
- 2014: Santo André - Rafaela Machado (Semifinalista Top 10)
  - (Representando o Estado de Sergipe)

Miss Terra Brasil
- 2011: São Paulo: Drielly Bennettone (Vencedora)
  - (Representando o Estado de São Paulo)

Miss Brasil Supranacional
- 2014: Araras - Mayara Paitz (Semifinalista)
  - (Representando o Estado do Maranhão)

### Internacional
Miss Terra
- 2011: São Paulo: Drielly Bennettone (2º. Lugar)
  - (Representando o Brasil)